# Vostok 2
Vostok 2 (rus: Восток-2, Orient 2 o Est 2) va ser una missió espacial soviètica que va transportar el cosmonauta Guérman Titov en òrbita durant un dia complet el 6 d'agost de 1961 per estudiar els efectes d'un període més prolongat d'ingravidesa en el cos humà. Titov va orbitar la Terra 17 vegades, superant l'única òrbita de Iuri Gagarin en el Vostok 1 − així com els vols espacials suborbitals dels astronautes americans Alan Shepard i Gus Grissom a bord de les seves missions respectives Mercury-Redstone 3 i 4. En efecte, el nombre d'òrbites i el temps de vol de Titov no seria superat per un astronauta americà fins al Mercury-Atlas 9 amb Gordon Cooper el maig de 1963.
El vol va ser un èxit gairebé complet, entelat només per un escalfador que sense voler s'havia apagat abans de l'enlairament i va permetre que la temperatura dins caigués a 10 °C,:113 un atac del síndrome d'adaptació a l'espai, i una reentrada problemàtica quan el mòdul de reentrada no es va separar fàcilment del mòdul de servei.
A diferència de Iuri Gagarin en el Vostok 1, Titov va prendre el control manual de la nau per un curt temps. Un altre canvi es va produir quan els soviètics van admetre que Titov no va aterrar amb la seva nau espacial. Titov va afirmar en una entrevista que va ser expulsat de la seva càpsula com una prova d'un sistema d'aterratge alternatiu; ara se sap que tots els aterratges del programa Vostok es van realitzar d'aquesta manera.
La càpsula de reentrada va ser destruïda durant el desenvolupament de la nau espacial Voskhod.:117
En 2013, Titov segueix sent la persona més jove que ha arribat a l'espai. Va ser un mes abans dels 26 anys en el llançament.